# 부산시 서구 갑
부산시 서구 갑은 대한민국의 옛 국회의원 선거구이다. 당시 경상남도 부산시 서구의 일부 지역을 관할했다.

## 역사
1957년 1월, 부산시에 구제가 실시되었다. 이에 부산시 정 선거구에 해당하는 지역에 서구가 신설되었다. 이로 인해 제4대 국회의원 선거를 앞두고 서구의 일부 지역을 관할하는 부산시 서구 갑 선거구가 신설되었다.
1963년 1월, 경상남도 부산시가 정부 직할 부산시로 승격되면서 경상남도에서 분리되었다. 또한 서구의 갑, 을 선거구가 통합됨에 따라 제6대 국회의원 선거를 앞두고 서구 선거구로 합쳐지게 되면서 폐지되었다.

## 역대 국회의원
| 선거   | 정당 | 정당   | 의원   |
| ------ | ---- | ------ | ------ |
| 1958년 |      | 자유당 | 이상용 |
| 1960년 |      | 민주당 | 김영삼 |

## 역대 선거 결과

### 대한민국 제4대 국회의원 선거
|  | 50.44% |

|  | 42.98% |

|  | 4.83% |

|  | 1.73% |

### 대한민국 제5대 국회의원 선거
|  | 66.87% |

|  | 15.70% |

|  | 11.09% |

|  | 6.31% |